# Abos (Pyrénées-Atlantiques)
Abos település Franciaországban, Pyrénées-Atlantiques megyében. Lakosainak száma 522 fő (2022. január 1.). Abos Labastide-Cézéracq, Arbus, Bésingrand, Parbayse, Pardies és Tarsacq községekkel határos.

## Népesség
A település népességének változása:
| Lakosok száma | 527  | 535  | 552  | 542  | 539  | 544  | 537  | 529  | 522  |
|               | 2013 | 2015 | 2016 | 2017 | 2018 | 2019 | 2020 | 2021 | 2022 |